# エタンチオール
エタンチオール（ethanethiol）は、有機硫黄化合物であり、エチルメルカプタン (ethylmercaptan) とも呼ばれる。チオールの一種でSH基にエチル基が結合した構造である。他の多くのチオール類と同様に強い刺激臭を持つ。極めて引火性が高く、また、体内に吸入すると有害である。消防法に定める第4類危険物 特殊引火物に該当する。 

## 臭い
エタンチオールはニラやタマネギのものに類似した強い刺激臭を持つ。ごく低い濃度でも人が嗅ぎ付けられるほどの悪臭を放つため、ガスが漏れたときにすぐわかるようにガス燃料、特にLPGに付臭剤として微量に含まれている。2015年現在、ギネスブックにおいて世界一臭い物質として認定されている。
1938年、カリフォルニア州の石油会社に勤める従業員がガス漏れをしている場所に、ヒメコンドルが集まることを発見した。その原因がエタンチオールによるものと判明し、エタンチオールの濃度を濃くしてヒメコンドルによるガス漏れ検知を容易にした。
鉱山業ではstench gas（悪臭ガス）と呼んでおり、事故などの緊急時に換気系に散布するようになっている。オンタリオ州では、鉱山規則に「地下鉱山の警報システムは、全ての作業場にいる、全ての作業者が容易に判別できる十分な量のエチルメルカプタンガスまたは同様のガスを導入すべし」と決められている。